# Антоніо Гусман Бланко
Антоніо Гусман Бланко (ісп. Antonio Guzmán Blanco; 1829—1899) — венесуельський політик, дипломат і публіцист, тричі займав пост президента країни.

## Біографія
Антоніо Гусман Бланко народився 28 лютого 1829 року в столиці Венесуели, місті Каракасі, в родині відомого статистика XIX століття Леокадіо Гусмана Бланко.
Ще в юнацькі роки Бланко набув відомості завдяки своїм зухвалим політичним статтям.
8 червня 1865 року він зайняв пост віце-президента Венесуели та упродовж громадянської війни 1866–1867 років бився під проводом генерала Фалькона на боці федералістів (лібералів). Коли під час відсутності Фалькона у Венесуелі знову запанувала анархія, Бланко став 1870 року ініціатором так званої квітневої революції.
27 квітня 1870 року Бланко після триденної боротьби заволодів Каракасом, встановивши тимчасовий уряд та очоливши його. Він призначив на 13 липня конгрес у Валенсії, який надав йому надзвичайні повноваження, та Бланко упродовж трьох років працював над встановленням порядку в країні.
20 лютого 1873 року, коли завершився термін ліберальної диктатури генерала Бланко, що цілковито переродила Венесуелу, його було обрано президентом ще на чотири роки. Бланко покращив фінансовий стан Республіки, зав'язав більш тісні відносини з урядами європейських країн, заснував училища навіть у селах індіанців, відкрив музеї, академії та інші освітні й наукові заклади, об'єднав країну цілою мережею автошляхів та каналів, а також провів першу залізницю й турбувався про прикрашення міст. У червні 1874 року він закрив монастирі. Виданням нового кодексу Бланко впорядкував правосуддя, а після цього, в лютому 1877 року, залишив пост глави держави.
Новий президент країни Франсіско Лінарес Алькантара в жодному разі не міг бути гідною заміною Бланко, і в країні знову почалась запекла міжпартійна боротьба. Оскільки на користь Бланко висловилась доволі сильна партія, до якої, зрештою, долучилась і армія, то революція завершилась за сорок днів.
1879 року його знову було обрано на пост президента країни. Бланко поспішив з Парижа, де на той час перебував, до Венесуели, де його із захопленням вітало населення країни. Передусім він скликав конгрес, який запропонував новий план реорганізації країни, та за кілька місяців відновив лад в країні. 1884 року Бланко склав із себе повноваження президента.
1886 року Бланко знову зайняв посаду глави держави, яку він залишив за рік і вирушив як посол до столиці Франції, де пробув до самої смерті 28 липня 1899 року.